# Condado de Nairobi

Mapa de Kenia con el condado de Nairobi en rojo.

El condado de Nairobi es uno de los 47 condados de Kenia. El más pequeño, pero el más poblado de los condados, es colindante con la ciudad de Nairobi, que también es la capital y la ciudad más grande de Kenia.
El condado de Nairobi se fundó en 2013 en los mismos límites que la provincia de Nairobi, después de que las 8 provincias de Kenia se subdividieran en 47 condados.
Área total: 696 km², población: 3 375 000 habitantes.
- Datos: Q3335223
- Multimedia: Nairobi County / Q3335223